# Parafia Świętej Trójcy we Włoszakowicach
Parafia Świętej Trójcy we Włoszakowicach – rzymskokatolicka parafia we Włoszakowicach należąca do dekanatu przemęckiego. Powstała w XII wieku. Mieści się przy ulicy Spokojnej.